# Szare wilki (film)
Szare wilki (ros. Серые волки) – film sensacyjny produkcji rosyjskiej z 1993 roku w reż. Igora Gostiewa oparty na faktach. Film był kilkakrotnie emitowany w polskiej TV na kanale Wizja Le Cinema i Wojna i Pokój.
Przy pisaniu scenariusza autor blisko współpracował z synem Nikity Chruszczowa – Siergiejem. W filmie wykorzystano autentyczne dialogi pochodzące z archiwów KGB.

## Fabuła
Treść filmu stanowią kulisy odsunięcia od władzy Nikity Chruszczowa i zastąpienia go Leonidem Breżniewem przez grupę wyższych funkcjonariuszy partyjnych i KGB w 1964 roku. Jednocześnie w główny wątek akcji, odtworzonej z dbałością o szczegóły, wpleciony jest fikcyjny motyw kapitana kontrwywiadu Sorokina, który odkrywając plany spiskowców, bezskutecznie próbuje im przeszkodzić, narażając życie swoje i ukochanej kobiety.

## Główne role
- Rolan Bykow – Chruszczow
- Aleksandr Bielawski – Breżniew
- Lew Durow – Mikojan
- Bohdan Stupka – Siemiczastny
- Władimir Troszyn – Podgorny
- Jewgienij Żarikow – Szelepin
- Piotr Wieljaminow – Ignatow
- Wiktor Siergaczew – Susłow
- Jurij Stoskow – Ustinow
- Aleksandr Mochow – Sorokin
- Aleksandra Zacharewa – Marina
- Aleksandr Potapow – syn Chruszczowa